# إيسفيت
مهرجان إيسفيت (المهرجان الطلابي الدولي في تروندهايم، النرويج)(بالإنجليزية: ISFiT)، هو أحد أكبر المهرجانات الطلابية في العالم ويتميز بتركيزه الموضوعي. يحضر هذا المهرجان حوالي 450 طالبًا من مختلف أنحاء العالم. تتنوع المواضيع في كل دورة من المهرجان، ولكنها دائمًا ما تكون مرتبطة بقضايا اجتماعية وسياسية ذات أهمية دولية. اختير موضوع "القوة - كشف قوى التغيير" ليكون موضوع المهرجان في عام 2025.
الهدف الرئيسي لمهرجان إيسفيت هو توفير مساحة للنقاش والحوار، حيث تولد الأفكار، وتُبنى الصداقات، وتُتعلم دروس قيمة. يطمح المهرجان إلى تحفيز الإلهام ويعد نقطة انطلاق للتعاون الدولي بين الطلاب. كما يُعد مهرجانًا غير ربحي.
يشارك المشاركون في ورش عمل متنوعة تتناول موضوع المهرجان بطرق مختلفة. بالإضافة إلى ذلك، يُنظم العديد من المحاضرات والجلسات النقاشية التي يشارك فيها متحدثون دوليون معروفون لطرح آرائهم مع الحضور.
يُعقد مهرجان إيسفيت في تروندهايم، النرويج، كل عامين منذ عام 1990، حيث يساهم أكثر من 450 طالبًا تطوعيًا في تنظيم الفعالية. رئيسة المهرجان لعام 2025 هي أورورا كولستاد.

## معرض صور

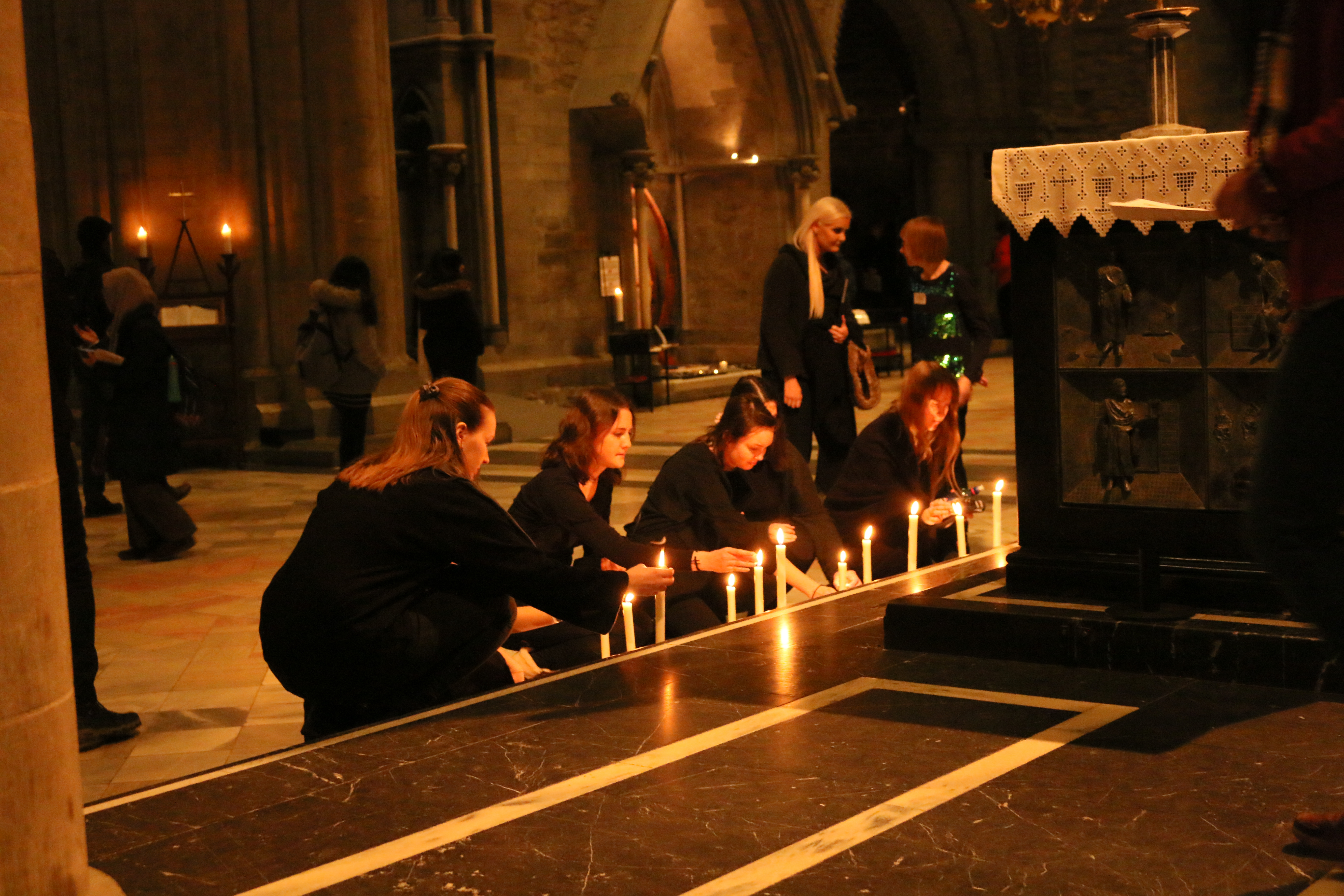
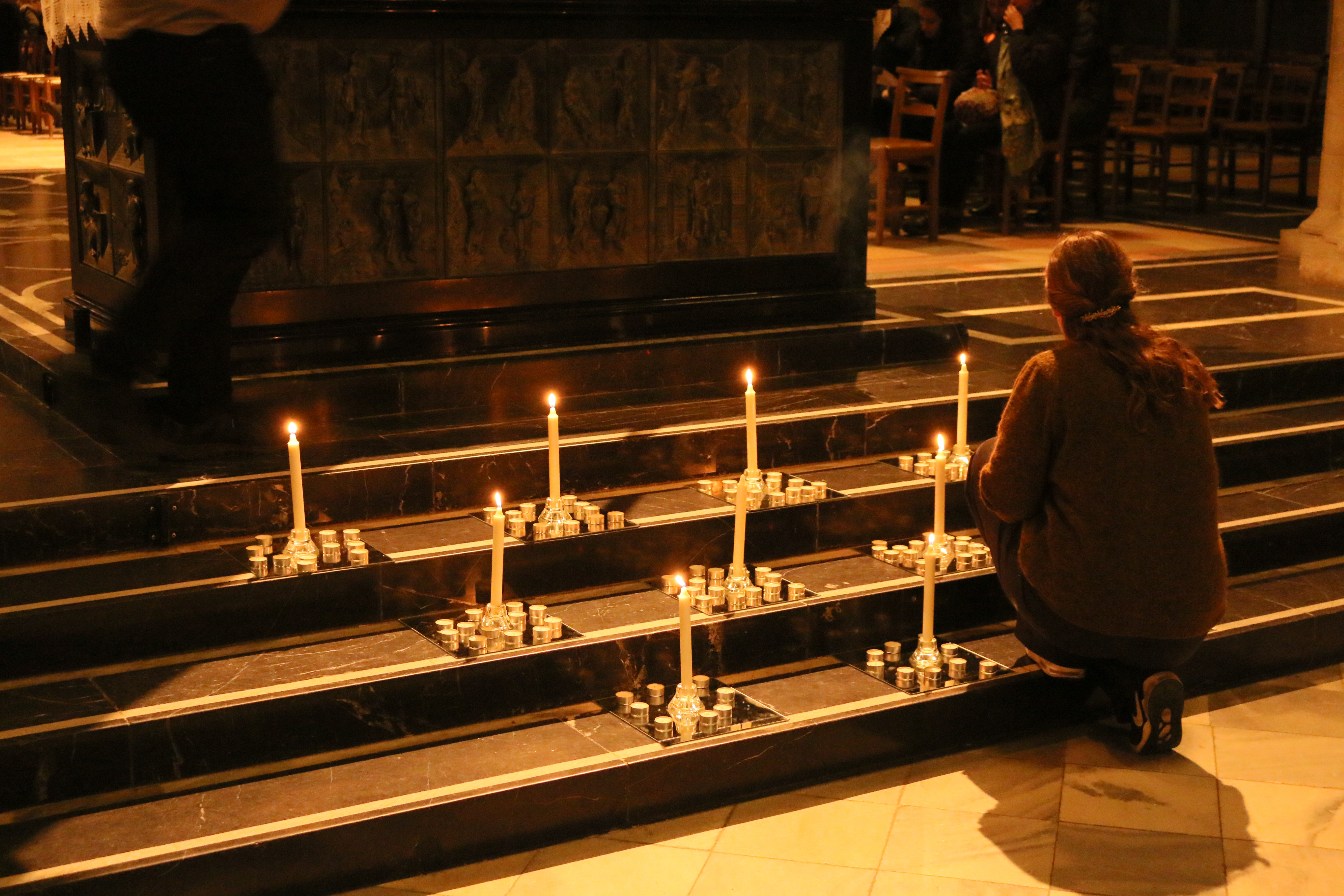
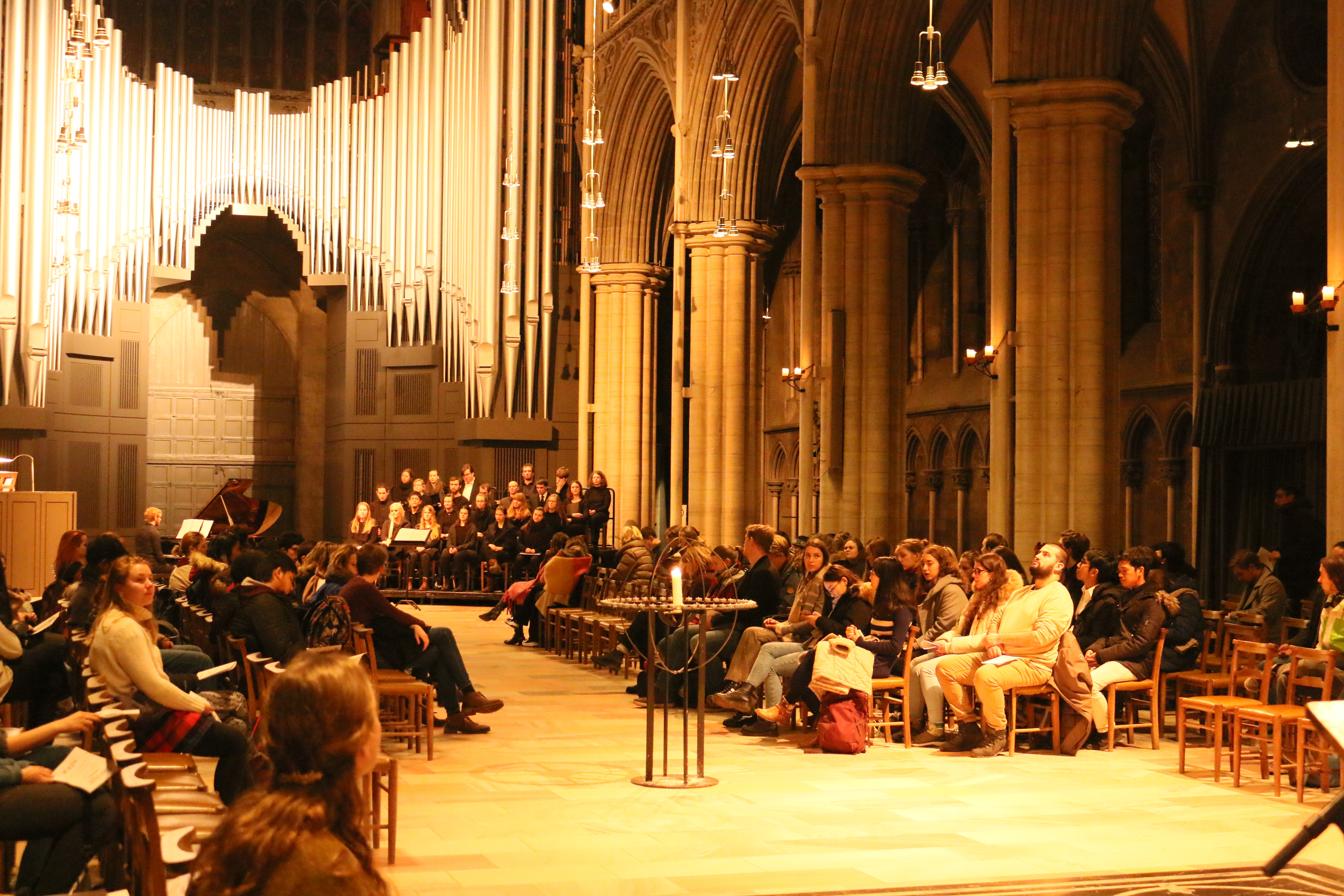